# 1936 год в музыке

## События
- 4 января — Журнал Billboard начал публиковать музыкальные чарты.
- 28 января в газете «Правда» вышла статья «Сумбур вместо музыки», критикующая творчество Д. Д. Шостаковича.
- 2 мая — премьера симфонической сказки для детей Сергея Прокофьева «Петя и Волк», созданной весной 1936 года.
- Основаны Государственный академический русский хор имени А. В. Свешникова и Государственный академический симфонический оркестр России.
- Музыкальный фильм «Великий Зигфелд» получает премию «Оскар».
- Жоржем Бошамом и Адольфом Рикенбекером, основателями компании «Рикенбекер», запатентована первая электрогитара с магнитными звукоснимателями и металлическим корпусом (т. н. «сковородка»).

## Академическая музыка
- 19 апреля — премьера Концерта для скрипки с оркестром Берга.
- 6 ноября — премьера Третьей симфонии Рахманинова.

## Выпущенные альбомы
- Jazz Heritage: Satchmo’s Discoveries (Луи Армстронг)

## Родились

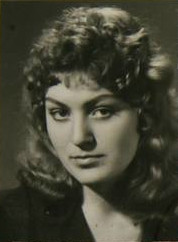
Анна Герман

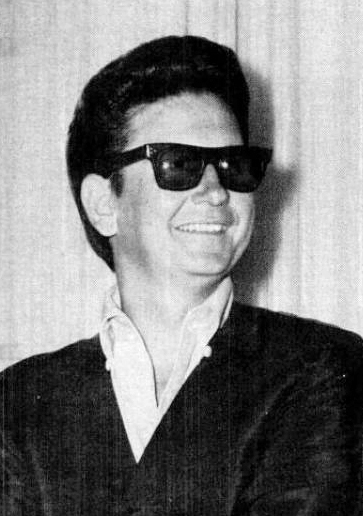
Рой Орбисон

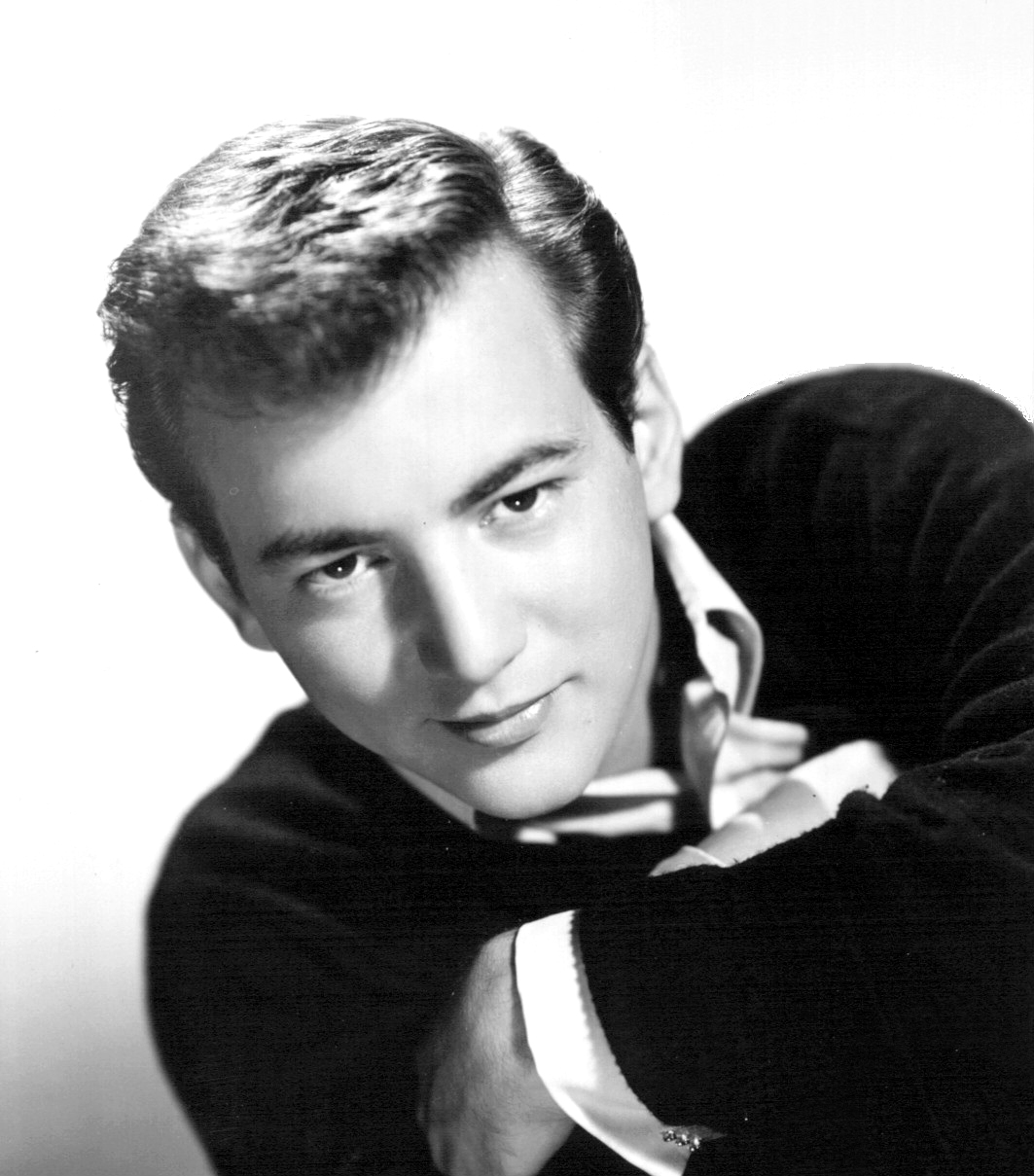
Бобби Дарин

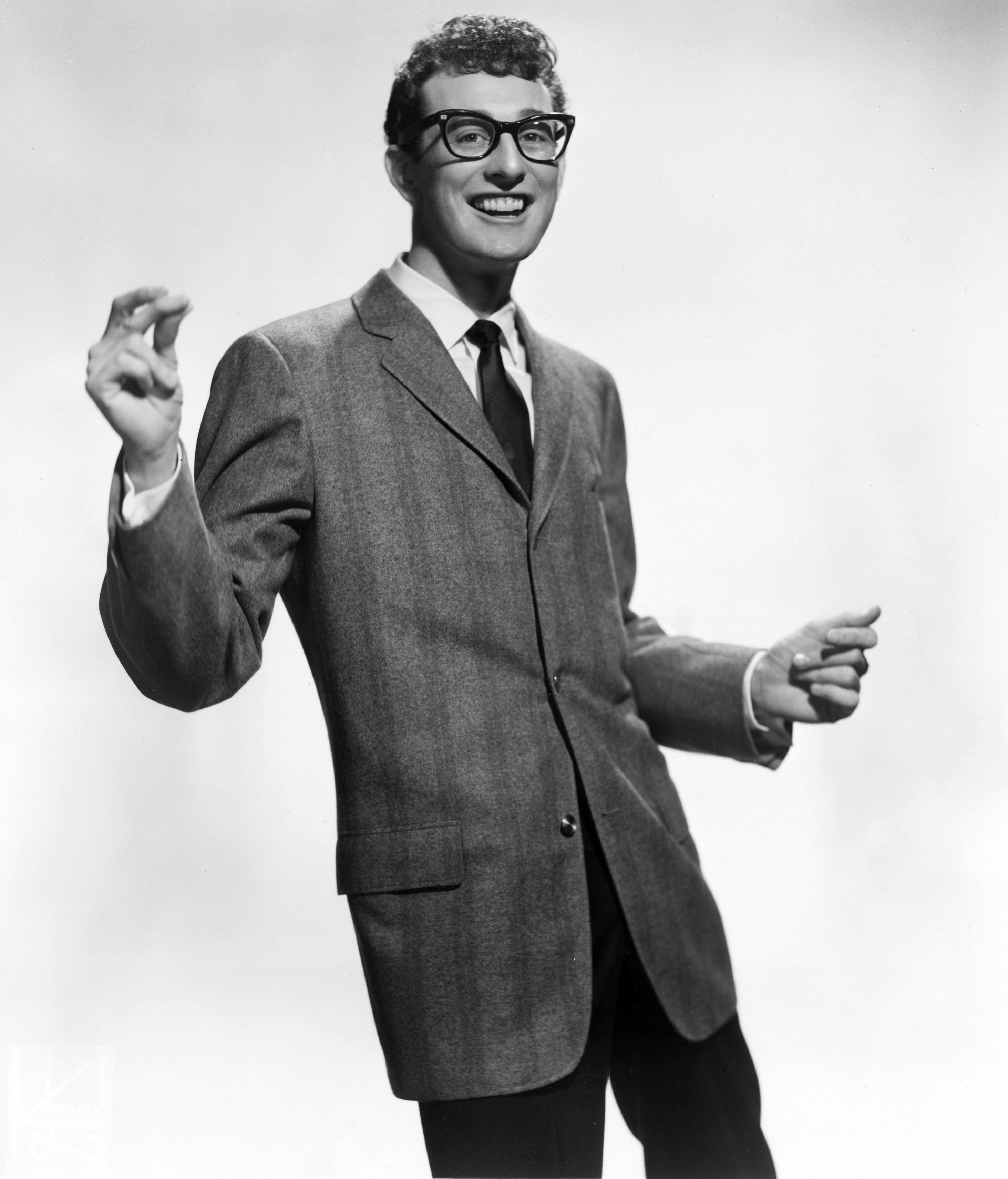
Бадди Холли

### Январь
- 8 января — Зденек Мацал (ум. 2023) — чехословацкий и чешский дирижёр
- 10 января — Владимир Лузин (ум. 2021) — советский и российский фаготист и музыкальный педагог.
- 18 января — Ольга Заботкина (ум. 2001) — советская и российская балерина и актриса.
- 20 января — Виталий Пацера (ум. 2022) — советский и украинский композитор.

### Февраль
- 7 февраля — Герман Фирсов (ум. 2023) — советский и российский рок-гитарист и автор песен.
- 8 февраля — Юрий Мазченко (ум. 2019) — советский и российский альтист и музыкальный педагог.
- 9 февраля — Мамед Кулиев (ум. 2001) — советский и азербайджанский композитор и музыкальный педагог.
- 12 февраля — Владимир Буруев (ум. 1999) — советский и российский бурятский оперный певец (баритон).
- 14 февраля — Анна Герман (ум. 1982) — польская певица и композитор.
- 18 февраля — Флюра Нугуманова (ум. 2021) — советская и российская певица и педагог.
- 20 февраля — Ким Тесаков (ум. 2018) — советский и белорусский композитор.
- 21 февраля — Владимир Соколов (ум. 1999) — советский и российский кларнетист и музыкальный педагог.
- 23 февраля — Мигель Фарре (ум. 2021) — испанский шахматист, пианист и музыкальный педагог.
- 26 февраля — Борис Пургалин (ум. 2020) — советский и российский сценарист и поэт-песенник.
- 29 февраля — Павлос Раптис (ум. 2021) — польский и греческий оперный певец (тенор).

### Март
- 1 марта — М. К. Арджунан (ум. 2020) — индийский кинокомпозитор.
- 3 марта — Рашель Якар (ум. 2023) — французская оперная певица (сопрано).
- 9 марта
  - Мики Гилли (ум. 2022) — американский кантри-певец, композитор и пианист.
  - Эдуард Патлаенко (ум. 2019) — советский и российский композитор и музыкальный педагог.
- 20 марта — Ли Перри (ум. 2021) — ямайский музыкант и продюсер.
- 22 марта — Роджер Уиттакер (ум. 2023) — британский певец, музыкант и автор песен.

### Апрель
- 2 апреля — Михаил Саямов (ум. 2021) — советский и российский пианист и педагог.
- 10 апреля — Базыр Цырендашиев (ум. 2022) ― советский и российский бурятский композитор.
- 22 апреля — Глен Кэмпбелл (ум. 2017) — американский кантри-певец и гитарист.
- 23 апреля — Рой Орбисон (ум. 1988) — американский певец, музыкант и автор песен.
- 27 апреля — Макс Герд Шёнфельдер (ум. 2000) — немецкий музыковед и музыкальный администратор.

### Май
- 1 мая — Дильбар Абдурахманова (ум. 2018) — советская и узбекская скрипачка, дирижёр и педагог
- 2 мая — Аюша Данзанов (ум. 2015) — советский и российский бурятский певец
- 5 мая — Балбай Алагушов (ум. 2021) — советский и киргизский музыковед
- 14 мая
  - Чарли Грейси (ум. 2022) — американский певец и гитарист
  - Бобби Дарин (ум. 1973) — американский певец, музыкант и автор песен
- 17 мая — Филипп Бусманс (ум. 2022) — бельгийский композитор и пианист
- 22 мая — Наталья Александрова (ум. 2023) — советская и российская балерина и балетный педагог
- 29 мая — Вячеслав Овчинников (ум. 2019) — советский и российский композитор и дирижёр

### Июнь
- 6 июня — Леви Стаббс[англ.] (ум. 2008) — американский певец, вокалист группы The Four Tops
- 12 июня — Маркус Белгрэйв[англ.] (ум. 2015) — американский джазовый трубач
- 14 июня — Ренальдо Бенсон[англ.] (ум. 2005) — американский певец и автор песен, вокалист группы The Four Tops
- 15 июня — Эдуард Хэнкинс Тарр (ум. 2020) — американский трубач и музыковед
- 20 июня — Билли Гай[англ.] (ум. 2002) — американский певец, вокалист группы The Coasters
- 22 июня — Красимир Кюркчийский (ум. 2011) — болгарский композитор, дирижёр и педагог
- 30 июня — Дэйв Ван Ронк (ум. 2002) — американский певец, музыкант и автор песен

### Июль
- 7 июля — Фридхельм Дёль (ум. 2018) — немецкий композитор и музыкальный педагог
- 8 июля — Мигель Анхель Эстрелья (ум. 2022) — аргентинский пианист
- 10 июля — Анатолий Катц (ум. 2017) — советский и российский пианист, композитор и музыкальный педагог
- 12 июля — Роланд Казарян (ум. 2023) — советский и российский звукорежиссёр и композитор
- 13 июля — Александр Немтин (ум. 1999) — советский и российский композитор
- 16 июля — Альдо Риццарди (ум. 1999) — итальянский и мексиканский аккордеонист
- 30 июля — Бадди Гай — американский блюзовый певец и гитарист

### Август
- 2 августа — Андре Ганьон (ум. 2020) — канадский композитор, пианист, дирижёр и аранжировщик
- 8 августа
  - Фарит Бикбулатов (ум. 2016) — советский и российский певец
  - Эрол Бююкбурч (ум. 2015) — турецкий певец, композитор и актёр
- 12 августа
  - Игорь Егиков (ум. 2015) — советский и российский композитор
  - Марго Эскенс (ум. 2022) — немецкая певица
- 20 августа — Карла Фраччи (ум. 2021) — итальянская балерина и актриса
- 23 августа
  - Герман Лукьянов (ум. 2019) — советский и российский джазовый музыкант-мультиинструменталист, композитор и бэндлидер
  - Руди Льюис[англ.] (ум. 1964) — американский певец, вокалист группы The Drifters
- 29 августа
  - Жильбер Ами — французский композитор, дирижёр и педагог
  - Вакиль Шугаюпов (ум. 2017) — советский и российский мастер по изготовлению и реставрации башкирских национальных музыкальных инструментов
- 31 августа — Игорь Жуков (ум. 2018) — советский и российский пианист и дирижёр

### Сентябрь
- 4 сентября — Лоренс Блинов (ум. 2020) — советский и российский композитор, философ и поэт
- 6 сентября — Генрих Майоров (ум. 2022) — советский и российский артист балета и балетмейстер
- 7 сентября — Бадди Холли (ум. 1959) — американский певец, гитарист и автор песен, лидер группы The Crickets
- 11 сентября — Александр Кублинский (ум. 2018) — советский и латвийский композитор
- 28 сентября — Эмметт Чепмен (ум. 2021) — американский джазовый гитарист, изобретатель стика Чепмена

### Октябрь
- 24 октября — Билл Уаймен — британский музыкант, продюсер, автор песен и певец, басист группы The Rolling Stones.
- 28 октября
  - Карл Дэвис (ум. 2023) — американский и британский композитор и дирижёр.
  - Чарли Дэниелс (ум. 2020) — американский кантри-певец и музыкант.
- 31 октября — MC Вспышкин (ум. 2011) — советский и российский диджей, электронный музыкант и радиоведущий.

### Ноябрь
- 1 ноября — Базарбай Джуманиязов (ум. 2015) — советский и казахский композитор и музыкальный педагог
- 5 ноября — Билли Шеррилл[англ.] (ум. 2015) — американский музыкальный продюсер, автор песен и аранжировщик
- 12 ноября — Джером Арнольд[англ.] — американский музыкант, басист группы The Paul Butterfield Blues Band
- 14 ноября — Корнелл Гантер[англ.] (ум. 1990) — американский певец, вокалист группы The Coasters
- 15 ноября — Алексей Зубов (ум. 2021) — советский и американский саксофонист
- 17 ноября — Лев Асауляк (ум. 2015) — советский и российский артист балета, балетмейстер и балетный педагог
- 18 ноября — Николай Евров (ум. 2019) — болгарский пианист и педагог
- 21 ноября — Леонид Блок (ум. 2016) — советский и российский пианист и музыкальный педагог
- 25 ноября
  - Триша Браун (ум. 2017) — американская танцовщица и хореограф
  - Сумико Сакамото (ум. 2021) — японская певица и актриса

### Декабрь
- 5 декабря — Джозеф Бановец (ум. 2022) — американский пианист и музыкальный педагог
- 17 декабря — Томми Бэнкс (ум. 2018) — канадский пианист, композитор и дирижёр
- 19 декабря — Екатерина Плотникова (ум. 2002) — советская и российская коми-пермяцкая певица
- 23 декабря — Геннадий Селюцкий (ум. 2020) — советский и российский артист балета и балетный педагог
- 29 декабря — Мэри Тайлер Мур (ум. 2017) — американская актриса, певица и продюсер
- 30 декабря — Берик Алимбаев (ум. 2016) — советский и киргизский артист балета и балетный педагог

### Без точной даты
- Мубарак Бегум (ум. 2016) — индийская певица.

## Скончались

### Январь
- 1 января — Гарри Смит[англ.] (75) — американский писатель, поэт и композитор
- 22 января — Луи Гласс (71) — датский композитор и музыкальный педагог
- 23 января — Клара Батт (63) — британская оперная певица (контральто)
- 27 января — Эмилио Котарело-и-Мори (78) — испанский литературовед, писатель, литературный критик, музыковед и историк театра

### Февраль
- 22 февраля — Натали Дюсберг (64) — австрийская пианистка и музыкальный педагог

### Март
- 4 марта — Рубен Лильефорс (64) — шведский композитор, дирижёр и музыкальный педагог
- 6 марта — Рубин Голдмарк (63) — американский пианист, композитор и музыкальный педагог
- 16 марта — Эрнст Канблай (60) — немецкий виолончелист
- 21 марта — Александр Глазунов (70) — русский композитор и дирижёр
- 22 марта — Георгий Кякшт (63) — литовский артист балета и балетмейстер
- 26 марта — Максимилиан Максаков (66/67) — русский и советский оперный певец (баритон), театральный режиссёр и антрепренёр
- 30 марта — Карел Гофман (63) — чешский скрипач и музыкальный педагог

### Апрель
- 1 апреля — Михаил Иванов-Борецкий (61) — русский советский музыковед, педагог, историк и теоретик музыки
- 11 апреля — Димитрие Динику (67) — румынский виолончелист и дирижёр
- 24 апреля — Бернард ван Дирен (48) — нидерландский композитор, музыкальный критик и музыковед
- 29 апреля — Михаил Бочаров (63) — русский и советский оперный певец (бас-баритон) и вокальный педагог

### Май
- 25 мая — Ян Левослав Белла (92) — словацкий композитор

### Июнь
- 1 июня — Христина Морфова (47) — болгарская оперная певица, педагог и общественный деятель
- 10 июня — Болеслав Кон (29) — польский пианист, композитор и музыкальный педагог
- 13 июня — Валентин Волошинов (40) — российский и советский лингвист, философ и музыковед
- 30 июня — Ефросиния Зарницкая (69) — украинская советская актриса и певица

### Июль
- 11 июля — Эмилий Метнер (63) — русский публицист, издатель, литературный и музыкальный критик
- 18 июля — Архентина (45) — испанская танцовщица и хореограф
- 19 июля — Апеллес Местрес (81) — каталонский художник, поэт и композитор

### Август
- 5 августа — Эжен Коольс (59) — французский композитор и музыкальный критик
- 16 августа — Генрих Веркмайстер (53) — немецкий дирижёр, виолончелист, композитор и музыкальный педагог

### Сентябрь
- 14 сентября — Осип Габрилович (58) — русский и американский пианист и дирижёр
- 19 сентября – Вишну Нараян Бхаткханде, индийский музыкант, композитор, теоретик музыки

### Октябрь
- 2 октября — Юрий Курдюмов (77) — русский музыковед и музыкальный критик
- 9 октября — Анри Вуллет (72) — французский композитор и музыкальный педагог
- 12 октября — Фелия Литвин (76) — французская оперная певица (сопрано) и музыкальный педагог русского происхождения
- 20 октября — Евгения Збруева (68) — русская и советская оперная певица (контральто)
- 22 октября — Энн Колдуэлл[англ.] (68) — американская поэтесса и либреттистка

### Ноябрь
- 16 ноября — Горацио Коннелл (60) — американский певец (бас-баритон) и вокальный педагог

### Декабрь
- 6 декабря
  - Эмил Адамич (58) — словенский композитор, дирижёр, музыкальный критик и педагог
  - Александр Затаевич (67) — русский и советский музыковед, музыкальный критик и композитор
- 10 декабря — Уго Ара (60) — итальянский альтист

### Без точной даты
- Ашуг Басти (99/100) — азербайджанский ашуг
- Октав Гризар (68/69) — бельгийский скрипач
- Василий Иванов (58/59) — русский и советский гармонист